# Аньозине
Аньозине (итал. Agnosine, ломб. Gnùzen / Gnùzegn) — город и коммуна в Италии, в провинции Брешиа области Ломбардия.
Население составляет 1875 человек, плотность населения — 144 чел./км². Занимает площадь 13 км². Почтовый индекс — 25071. Телефонный код — 00365.
Покровителями коммуны почитаются святые Ипполит и Кассиан. Праздник города ежегодно празднуется 13 августа.